# Bergkamen
Bergkamen is een stad en gemeente in de Duitse deelstaat Noordrijn-Westfalen, gelegen in de Kreis Unna. De gemeente telt 48.919 inwoners (31 december 2020) op een oppervlakte van 44,84 km².

## Mijnramp
Op 20 februari 1946 vond op 939 meter diepte een ernstige mijnramp plaats, waarbij 405 mijnwerkers om het leven kwamen. Een soortgelijke calamiteit was er ook op 11 september 1944 met 107 doden. In 1996 is de betreffende mijnschacht stilgelegd en afgebroken.

## Geboren
- Carl Friedrich Koepe (1835 - 1922) , ingenieur en een pionier van de lifttechniek. De schachtwielen voor het gemeentehuis zijn een eerbetoon aan Koepe en het door hem ontwikkelde Koepesysteem.
- Eugen Drewermann (1940), theoloog, psychotherapeut en schrijver

## Afbeeldingen

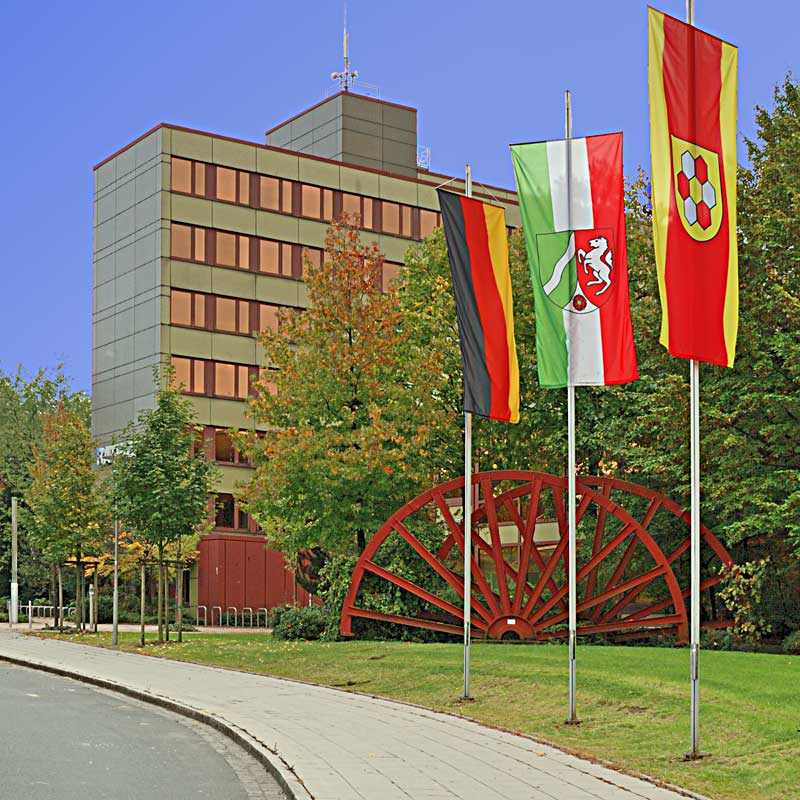
Gemeentehuis
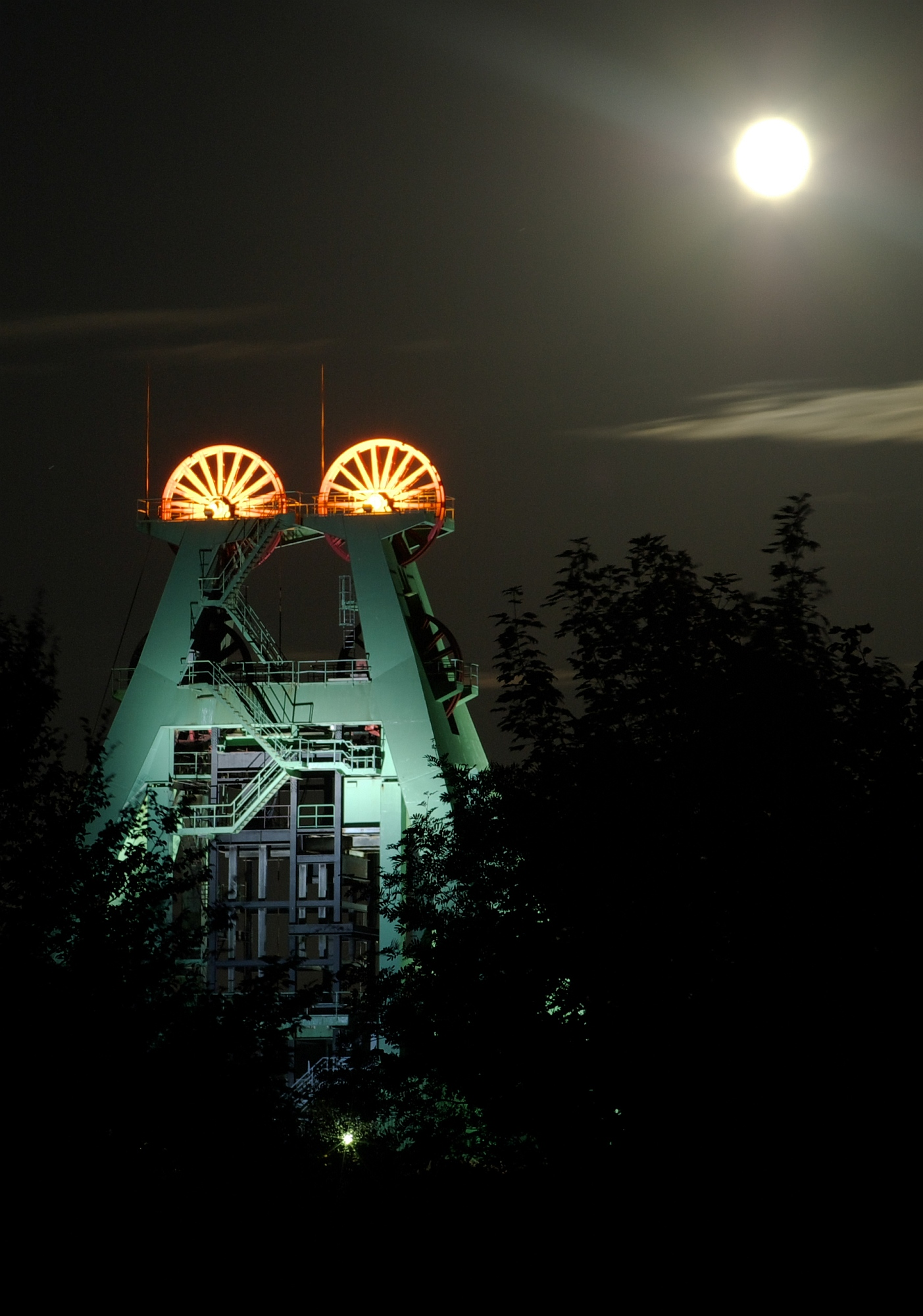
Mijnschacht Haus Aden
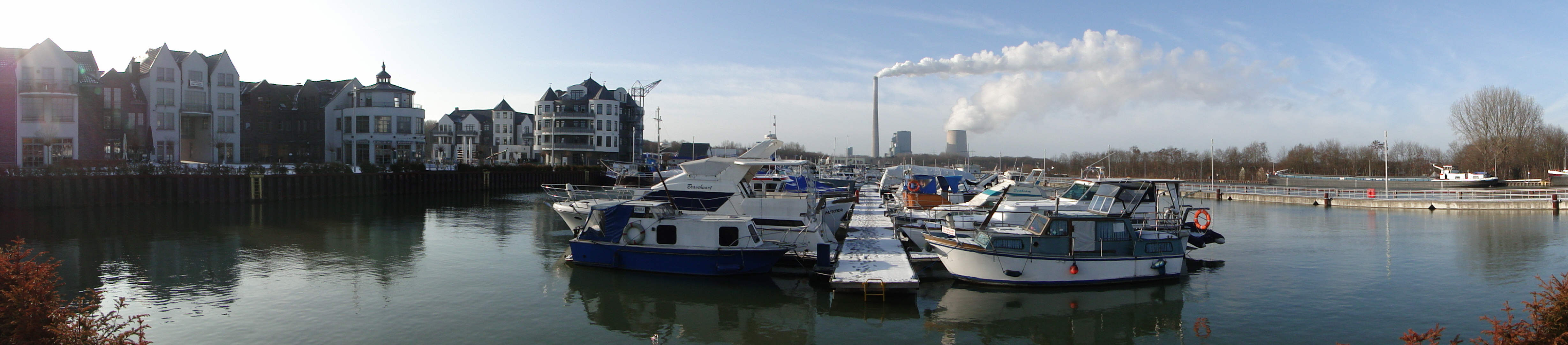
Jachthaven
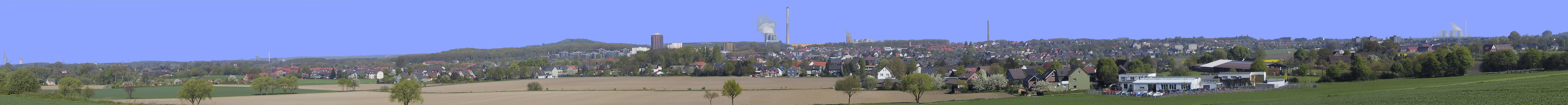
Gezicht op Bergkamen

Bergkamen · Bönen · Fröndenberg · Holzwickede · Kamen · Lünen · Schwerte · Selm · Unna · Werne